# Anne L'Huillier
Anne Geneviève L'Huillier Wahlström (franskt uttal: [an lɥi.je]), född 16 augusti 1958 i Paris, är en fransk-svensk fysiker verksam vid Lunds universitet, där hon leder en attofysikgrupp. Hon tilldelades Nobelpriset i fysik 2023 tillsammans med Pierre Agostini och Ferenc Krausz "för experimentella metoder som genererar attosekundpulser av ljus för studier av elektrondynamik i materia”.

## Biografi
Anne L'Huillier började sin universitetskarriär på École normale supérieure(fr) i Fontenay-aux-Roses i Frankrike 1977, där hon tog examen i teoretisk fysik och matematik 1979. 1980 bytte hon inriktning till experimentell fysik då hon började forska inom höghastighetslasrar på CEA (Commissariat à l’Energie Atomique) i Saclay, och disputerade 1986 med sin avhandling "Multielectron multiphoton ionization" vid Université Pierre-et-Marie-Curie. 1986 fick hon en permanent tjänst på CEA, och samma år gjorde hon postdoktorala forskningar på Chalmers tekniska högskola.
Från 1987 och framåt började hon forska på de effekter som sker när ultrakorta laserpulser interagerar med gaser, bland annat deltog hon i ett experiment där forskarna för första gången upptäckte högharmonisk generering med ett pikosekunders lasersystem. På initiativ av Claes-Göran Wahlström kom hon med sin forskningsbakgrund till Lunds universitet 1992 för att arbeta med institutionens nya femtosekunders lasersystem. 1994 flyttade hon permanent till Lund, där hon blev lektor 1995 och professor 1997. Runt år 2000 började hon forska på attosekunders lasersystem, vilket bland annat kunde användas för att studera elektroners rörelser i realtid och kemiska reaktioner på atomnivå. 2003 kunde hennes forskargrupp slå världsrekord med den minsta laserpulsen någonsin på 170 attosekunder.
Hon invaldes 2004 som utländsk ledamot av Kungliga Vetenskapsakademien och blev 2012 ordinarie ledamot av Kungliga Ingenjörsvetenskapsakademiens avdelning VII. Hon var ledamot av Nobelkommittén för fysik mellan 2007 och 2015. 2013 blev hon tilldelad Zeisska stiftelsens forskarpris för sitt arbete inom högharmonisk generering.
L'Huillier är gift med Claes-Göran Wahlström, även han professor i fysik. De forskade tillsammans under många år. Paret har två söner.

## Utmärkelser

### Svenska utmärkelser
- Kommendör med stora korset av Nordstjärneorden (KmstkNO), 21 mars 2024.[31]
- Utländsk ledamot av Kungl. Vetenskapsakademien, 2004[29]
- Ledamot av Kungl. Ingenjörsvetenskapsakademien, 2012[30]
- Zeisska stiftelsens forskarpris, 2013[27]
- Lunds universitets guldmedalj, 2023 (överlämnad 2024)[32]
- Nobelpriset i fysik, 2023[22]
- Hedersmedlem av Teknologkåren vid LTH, 2024[33]

### Utländska utmärkelser
- Riddare av Franska Hederslegionen, 2022[34]
- Wolfpriset i fysik, 2022[35]